# Preenchimento automático
O preenchimento automático ou autopreenchimento é uma função encontrada em alguns aplicativos ou programas de computador, tipicamente aqueles que contêm formulários, que preenche um campo automaticamente e pode economizar tempo para o usuário.
O recurso de preenchimento automático de um navegador de rede é usado para preencher formulários [en] com valores previamente inseridos ou um valor predeterminado. Esse recurso é comumente usado para preencher credenciais de autenticação.

## Descrição
O preenchimento automático é frequentemente encontrado em navegadores de rede, usado para preencher formulários de rede automaticamente. Quando um usuário insere dados em um formulário e posteriormente o envia, o navegador de rede geralmente salva o conteúdo do formulário por padrão.[carece de fontes?]
No entanto, quando um campo de senha é detectado, o navegador de rede normalmente pede ao usuário uma confirmação explícita antes de salvar a senha em seu armazenamento de senhas, geralmente protegido com um gerenciador de senhas integrado para permitir o uso de uma "senha mestra" antes que as credenciais possam ser preenchidas automaticamente.
Na maioria das vezes, como no Internet Explorer e na Google Toolbar, as entradas dependem do nome do campo do formulário, para não inserir nomes de ruas em um campo de sobrenome ou vice-versa. Para esse uso, nomes propostos para esses campos de formulário, em especificações anteriores do HTML 5, este RFC não é mais referenciado, deixando a seleção de nomes a cargo de cada implementação do navegador.
Certos navegadores de rede, como o Opera, preenchem automaticamente as informações do cartão de crédito e os endereços [en].

### Em HTML
Uma página de rede individual pode habilitar ou desabilitar o preenchimento automático do navegador por padrão. Isso é feito em HTML com o atributo autocomplete em um elemento <form> ou seus elementos de formulário correspondentes.
```
<!-- Autocomplete turned off by default -->

<
form
 
autocomplete
=
"off"
>

  
<!-- This form element has autocomplete turned on -->

  
<
input
 
name
=
"username"
 
autocomplete
=
"on"
>

  
<!-- While this one inherits its parent form's value -->

  
<
input
 
name
=
"password"
 
type
=
"password"
>

</
form
>

```

### Phishing
Foi demonstrado que o recurso de preenchimento automático dos navegadores modernos pode ser explorado em um ataque de phishing com o uso de campos de formulário ocultos, que permite a coleta de informações pessoais, como o número de telefone do usuário.